# فربيون عبد الكوري
فربيون عبد الكوري (باللاتينية: Euphorbia abdelkuri) نوع نباتي يتبع جنس الفربيون من الفصيلة اللبنية.

## الموئل والانتشار
ينتشر في جزيرة عبد الكوري في اليمن.